# Mad Butcher
Mad Butcher (с англ. — «Безумный мясник») — второй мини-альбом немецкой трэш-метал-группы Destruction, выпущенный 6 марта 1987 года на лейбле Steamhammer. Это первая запись коллектива, в которой приняли участие барабанщик Оливер «Олли» Кайсер и гитарист Харри Вилкенс; также это первый альбом, записанный группой в составе квартета.
Мини-альбом впоследствии переиздавался виде сборника с Eternal Devastation (в 1987 году) и сборника с дебютным мини-альбомом Sentence of Death (в 1988 году).

## Об альбоме
Mad Butcher записан в декабре 1986 года на Karo Studio в Западной Германии. Заглавный трек «Mad Butcher» является одной из первых написанных группой песен, и она была представлена ещё на дебютном релизе группы Sentence of Death (1984). На своём втором мини-альбоме Destruction перезаписали песню, расширив гитарные соло и добавив партию из двух ведущих гитар. Также в конце этой версии музыканты ради шутки исполнили фрагмент музыкальной темы «Розовой пантеры».
Мясник, изображённый на обложке, впоследствии стал своеобразным маскотом группы, и Алекс Страка в своей рецензии для немецкого сайта Powermetal.de писал, что он имеет такое же значение для Destruction, как Эдди для Iron Maiden.

## Список композиций
Слова и музыка всех песен — Destruction.
| №                   | Название                           | Длительность |
| ------------------- | ---------------------------------- | ------------ |
| 1.                  | «Mad Butcher»                      | 5:01         |
| 2.                  | «The Damned» (кавер на Plasmatics) | 3:54         |
| 3.                  | «Reject Emotions»                  | 6:50         |
| 4.                  | «The Last Judgement»               | 3:11         |
| Общая длительность: | Общая длительность:                | 18:56        |

## Участники записи
Destruction
- Марсель «Шмир» Ширмер — вокал, бас-гитара
- Майк Зифрингер — гитара
- Харри Вилкенс — гитара
- Оливер «Олли» Кайсер — ударные

Производственный персонал
- Калле Трапп — продюсирование, сведение, звукозапись
- Себастьян Крюгер — обложка